# Касас-Грандес (город)
Касас-Грандес (исп. Casas Grandes) — город муниципалитета Касас-Грандес в Мексике, входит в штат Чиуауа. Население — 3835 человек.
Невдалеке от города находится археологический памятник Пакиме — поселение древней культуры, отождествляемой с культурой Могольон.

## История
В 1661 году город основал Андрес Грасия.